# Сен-Жюльен-де-л’Эрмс
Сен-Жульен-де-л'Эрмс (фр. Saint-Julien-de-l'Herms) — коммуна во Франции, находится в регионе Рона — Альпы. Департамент коммуны — Изер. Входит в состав кантона Борепер. Округ коммуны — Вьенн.
Код INSEE коммуны — 38406. Население коммуны на 1999 год составляло 111 человек. Населённый пункт находится на высоте от 374  до 507  метров над уровнем моря. Муниципалитет расположен на расстоянии около 440 км юго-восточнее Парижа, 45 км юго-восточнее Лиона, 60 км северо-западнее Гренобля. Мэр коммуны — M. François Liponne, мандат действует на протяжении 2001—2008 гг.
Динамика населения (INSEE):